# Garci Gutiérrez Tello
Garci Gutiérrez Tello fue un noble castellano del siglo XIV, que ocupó los cargos de alguacil mayor de Sevilla (1358) y embajador del rey en Portugal.
Fue hijo de Fernán Gutiérrez Tello, almirante mayor de Castilla, y de doña Juliana, y por ello hermano de Rui Gutiérrez Tello, también alguacil mayor, de Fernando Gutiérrez Tello, obispo de Sevilla, y sobrino de otro Garci Gutiérrez Tello, también obispo de la ciudad.
Casó con Isabel Ortiz, hija de Juan Ortiz, y fueron padres de Garci Gutiérrez Tello el Mozo, que fue alguacil mayor de Sevilla.